# 棕櫚屋

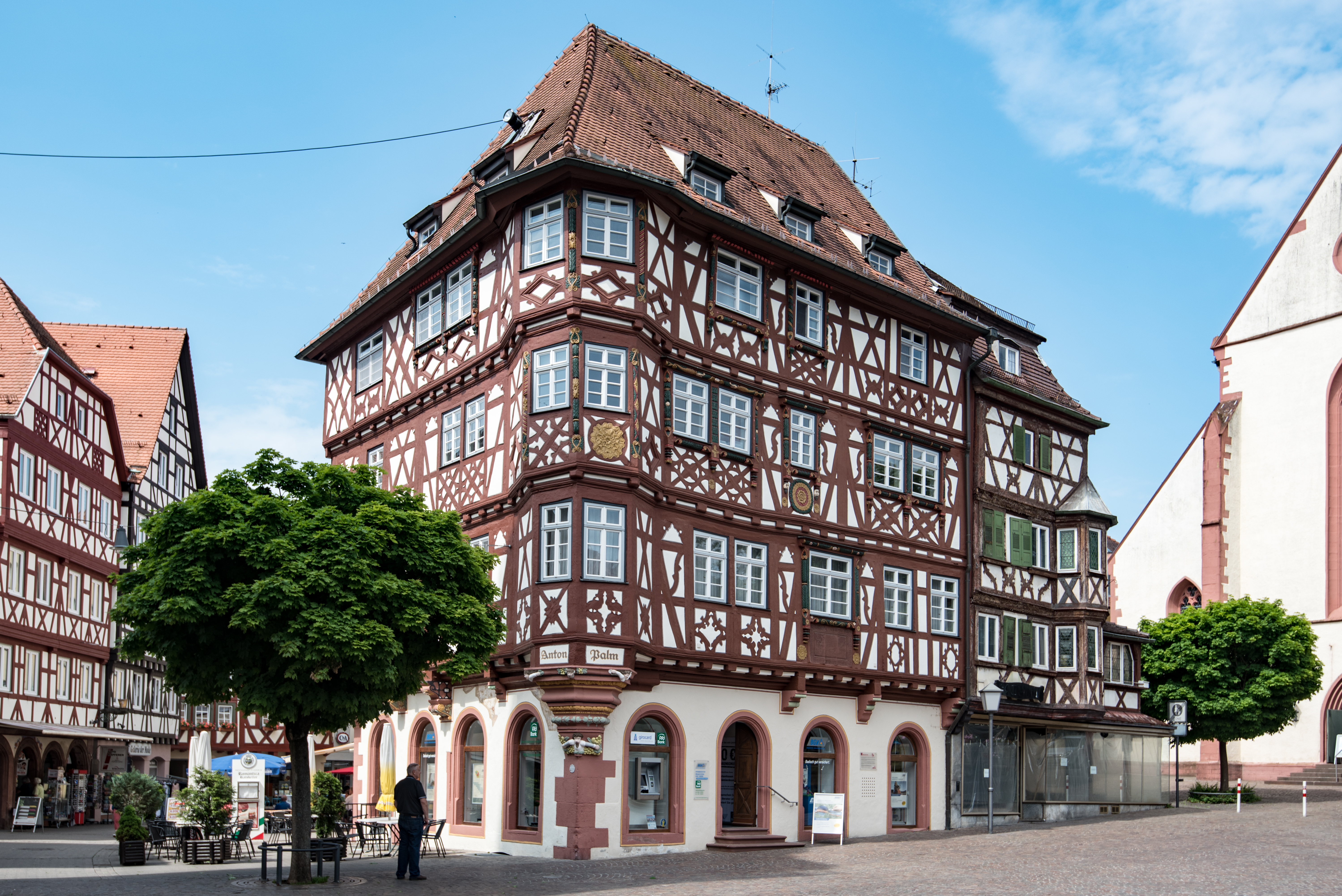

棕櫚屋（德語：或德語：）是位於德國巴登-符腾堡州内卡-奥登瓦尔德县莫斯巴赫的一個半木构造建筑。根据建筑上的铭文，该房屋是由建筑設計師亚伯拉罕·伦格于1610年为洛尔巴赫酒窖和法警约翰·施拉德米勒而建造的。